# De Mauregnault
De Mauregnault (ook: De Buvry de Mauregnault en: Boreel de Mauregnault) is een uit Henegouwen afkomstig geslacht waarvan leden sinds 1815 tot de Nederlandse adel behoren.

## Geschiedenis

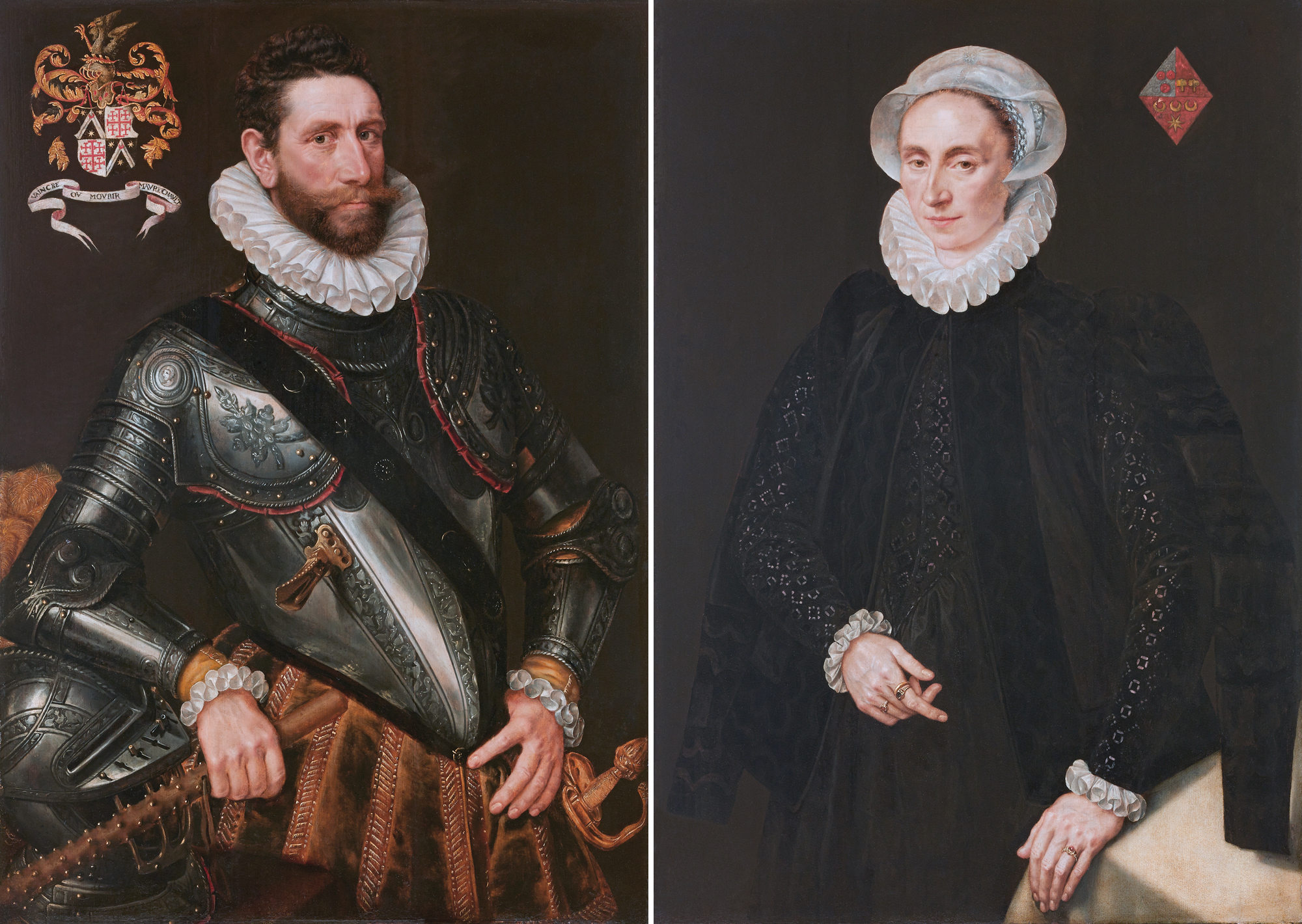
Johan II, ridder Mauregnault en zijn vrouw Marguerite Le Prince (Adriaen Thomasz Key)

De stamreeks begint met lakenkoopman Jehan Mauregnault die omstreeks 1520 werd geboren en na 1572 overleed. Zijn zoon Johan de Mauregnault (1540-1587) werd door stadhouder Matthias van Oostenrijk in 1578 tot ridder verheven; hij werd op 23 juli 1587 in Middelburg vermoord. bij Koninklijk Besluit werden twee leden van het geslacht erkend te behoren tot de Nederlandse adel; in 1816 gebeurde hetzelfde voor een derde familielid.
In 1704 trouwde mr. Johan Pieter de Mauregnault (1677-1708) met Cornelia Adriana de Buvry (1682-1763) waarna nageslacht de naam De Buvry de Mauregnault aannam. In 1651 trouwde Caspar de Mauregnault (1612-1680) in derde echt met Agnes Boreel (1624-1667) waarna nageslacht de naam Boreel de Mauregnault aannam.
In Nederland stierven de takken in mannelijke lijn uit in 1998.

## Wapens

wapen Daniël Pieter en Gerard Arend Boreel de Mauregnault
met kwartieren van Boreel

## Enkele telgen
- Jkvr. Raphaëla Maria Alexandra Anthonia Johanna Batista Wilhelma Boreel de Mauregnault, vrouwe van Asten en Ommel (1853-1911)
- Jhr. Johannes Anthony Boreel de Mauregnault (1916-1947), nationaalsocialist